# Jacsó Dolly
Jacsó Dolly (Mezőkövesd, 1978–) magyar kozmetikus mester, szakoktató, profi sminkes.
Kozmetikus bizonyítványt a miskolci Szemere Bertalan Szakképzô Intézetben szerzett, majd a Pécsi Tudományegyetemen vörös diplomás szakoktató lett. Kiemelkedő eredményeket ért el a Magyar Fodrász és Kozmetikus Egyesület (MFKE) által rendezett versenyeken, valamint nemzetközi versenyeken is. Többször volt a magyar válogatott tagja. 2008-ban a Chicagóban megrendezett OMC Világbajnokságon testfestés és stage make-up kategóriában is világbajnoki IV. helyet szerzett.
Rendszeresen dolgoznak együtt Arató Krisztiánnal, aki jelenleg az egyetlen magyar fodrász világbajnok.
Dolly 2013 elején Adelaide-be költözött, és egy helyi szépségszalonban dolgozik.

## Néhány kiemelt versenyeredménye
- 1999. Magyar Bajnokság I. hely
- 2001. Magyar Országos Fodrász- Kozmetikus Egyesület Országos Bajnokság:Összetett I. hely
- 2002. Les Novelles Estetiques Országos Mesterbajnokság: I. hely
- 2003. Beauty Mesterbajnokság: I. hely
- 2004. Beauty Mesterbajnokság: I. hely
- 2004. Beauty Európa-bajnokság elődöntő: I. hely
- 2005. Magyar Bajnokság I. hely
- 2007. Les Novelles Estetiques Testfestő Világbajnokság elődöntő: I. hely
- 2008. Chicago: OMC Smink Világbajnokság, testfestés kategória: IV. hely, stage make-up kategória IV. hely[4]
- 2009. Párizs: Les Novelles Estetiques Testfestő Világbajnokság II. hely[5]

## Külső hivatkozások
- Jacsó Dolly hivatalos honlapja
- Jacsó Dolly angol nyelvű hivatalos honlapja Archiválva 2013. április 21-i dátummal a Wayback Machine-ben
- Arató Krisztián Honlapja